# Associazione Calcio Brescia 1949-1950
Questa pagina raccoglie le informazioni riguardanti l'Associazione Calcio Brescia nelle competizioni ufficiali della stagione 1949-1950.

## Stagione
Nella stagione 1949-1950 il Brescia ha partecipato al campionato di Serie B, piazzandosi al sesto posto con 48 punti in classifica come lo Spezia, nel torneo vinto dal Napoli con 61 punti, davanti all'Udinese con 60 punti, entrambe promosse in Serie A.
Sulla panchina viene confermato Imre Senkey. Il Brescia ha ceduto Luciano Fusari al Genoa e perde anche il portiere Beppe Romano, tra i pali arriva Giuseppe Castellini, a centrocampo arrivano Antonio Bacchetti ed il romeno Nicolae Simatoc, ma il vero uomo simbolo del Brescia 1949-50 è Ettore Bertoni, in 34 partite segna la bellezza di 30 reti. Un bottino che non basterà alle rondinelle per lottare per la promozione, perché la difesa ha subito troppo. Chiude la sua avventura calcistica Carlo Albini che lascia il Brescia dopo aver indossato per 332 volte la casacca azzurra con la "V" bianca. Esordio con le rondinelle nel corso della stagione del giovane attaccante Lorenzo Bettini.

## Rosa
| N. |                   | Ruolo | Calciatore          |
| -- | ----------------- | ----- | ------------------- |
|    | Italia (bandiera) | P     | Giuseppe Castellini |
|    | Italia (bandiera) | D     | Giovanni Azzini     |
|    | Italia (bandiera) | D     | Bruno Cappellini    |
|    | Italia (bandiera) | D     | Felice Mariani      |
|    | Italia (bandiera) | D     | Dante Paolini       |
|    | Italia (bandiera) | D     | Adilio Pugliese     |
|    | Italia (bandiera) | D     | Giuseppe Gaggiotti  |
|    | Italia (bandiera) | C     | Antonio Bacchetti   |
|    | Italia (bandiera) | C     | Enzo Cozzolini      |
|    | Italia (bandiera) | C     | Filippo Parola      |

| N. |                    | Ruolo | Calciatore           |
| -- | ------------------ | ----- | -------------------- |
|    | Italia (bandiera)  | C     | Vittorio Schiavi     |
|    | Romania (bandiera) | C     | Nicolae Simatoc      |
|    | Italia (bandiera)  | C     | Giuseppe Trenzani    |
|    | Italia (bandiera)  | C     | Alfredo Vincenzi     |
|    | Italia (bandiera)  | A     | Ettore Bertoni       |
|    | Italia (bandiera)  | A     | Lorenzo Bettini      |
|    | Italia (bandiera)  | A     | Giovanni Colosio     |
|    | Italia (bandiera)  | A     | Angelo Croci         |
|    | Italia (bandiera)  | A     | Walter Del Medico    |
|    | Italia (bandiera)  | A     | Bruno Luigi Zambelli |

## Risultati

### Serie B

#### Girone di andata
| Arbitro: | Cappucci (Roma) |

|                        |           |                             |
| Pozzo 14’ Malavasi 44’ | Marcatori | 7’ Zambelli 87’ Bertoni III |

| Arbitro: | Liverani (Torino) |

|  |           |                 |
|  | Marcatori | 15’ Bertoni III |

| Arbitro: | Guarda (Mestre) |

|                                                              |           |                                          |
| Bertoni III 25’ Trenzani 30’ Cozzolini 33’ Zambelli 50’, 64’ | Marcatori | 77’ Colichio 79’ Bortoletto 89’ Gregorin |

| Alessandria 2 ottobre 1949 4ª giornata | Alessandria           | 0 – 0 | Brescia | Stadio Giuseppe Moccagatta\| Arbitro: \| Zilli (Reggio Emilia) \| |
| Arbitro:                               | Zilli (Reggio Emilia) |       |         |                                                                   |

| Arbitro: | Dattilo (Roma) |

|                                  |           |                  |
| Colosio 22’ Bertoni III 77’, 81’ | Marcatori | 53’ Dalle Vacche |

| Arbitro: | Galeati (Bologna) |

|                                       |           |  |
| Conti 19’, 76’ Catalano 33’, 47’, 65’ | Marcatori |  |

| Arbitro: | Michieletto (Mestre) |

|                                                          |           |  |
| Simatoc 45’ (rig.) Bertoni III 69’, 78’ Colosio 75’, 90’ | Marcatori |  |

| Arbitro: | Boffardi (Genova) |

|             |           |                    |
| Peruzzo 43’ | Marcatori | 86’ (rig.) Simatoc |

| Arbitro: | Corallo (Lecce) |

|                    |           |                      |
| Micheloni 74’, 82’ | Marcatori | 57’, 80’ Bertoni III |

| Arbitro: | Cappucci (Roma) |

|                                           |           |               |
| Bacchetti 15’ Colosio 63’ Bertoni III 73’ | Marcatori | 80’ Pravisano |

| Arbitro: | Picasso (Milano) |

|             |           |            |
| Simatoc 79’ | Marcatori | 11’ Barera |

| Arbitro: | Tibaldi (Savona) |

|                   |           |                                                       |
| Cordioli 67’, 89’ | Marcatori | 5’, 41’, 82’ Colosio 11’ Simatoc 17’, 88’ Bertoni III |

| Arbitro: | Pizzato (Mestre) |

|                                  |           |  |
| Colosio 45’ Bernardel 74’ (aut.) | Marcatori |  |

| Arbitro: | Tibaldi (Savona) |

|                          |           |                             |
| De Lazzari 9’ Pozzan 82’ | Marcatori | 27’ Simatoc 37’ Bertoni III |

| Arbitro: | Zambotto (Padova) |

|                                                             |           |             |
| Colosio 5’, 73’ Simatoc 16’ Zambelli 50’ Bacchetti 66’, 83’ | Marcatori | 62’ Forlani |

| Arbitro: | Buratti (Milano) |

|                           |           |                          |
| Zambelli 3’ Bacchetti 27’ | Marcatori | 6’ Biagiotti 43’ De Vito |

| Vicenza 26 dicembre 1949 17ª giornata | Vicenza        | 0 – 0 | Brescia | Stadio Romeo Menti\| Arbitro: \| Pera (Firenze) \| |
| Arbitro:                              | Pera (Firenze) |       |         |                                                    |

| Arbitro: | Liverani (Torino) |

|                                |           |  |
| Astorri 37’, 77’ Gramaglia 53’ | Marcatori |  |

| Brescia 8 gennaio 1950 19ª giornata | Brescia            | 0 – 0 | Pisa | Stadium di Viale Piave\| Arbitro: \| Parpaiola (Padova) \| |
| Arbitro:                            | Parpaiola (Padova) |       |      |                                                            |

| Arbitro: | Savio (Torino) |

|  |           |                         |
|  | Marcatori | 40’ Schiavi 71’ Colosio |

| Arbitro: | Gamba (Napoli) |

|              |           |                            |
| Dalcerri 30’ | Marcatori | 44’ Simatoc 70’ Del Medico |

#### Girone di ritorno
| Arbitro: | Tassini (Verona) |

|                                                      |           |                  |
| Bertoni III 15’ Simatoc 19’ Mariani 41’ Zambelli 67’ | Marcatori | 71’ (rig.) Pozzo |

| Arbitro: | Liverani (Torino) |

|                    |           |              |
| Mariani 15’ (rig.) | Marcatori | 60’ Sǿrensen |

| Arbitro: | Silvano (Torino) |

|  |           |               |
|  | Marcatori | 75’ Bacchetti |

| Arbitro: | Piemonte (Monfalcone) |

|                                  |           |                   |
| Zambelli 3’ Bertoni III 36’, 55’ | Marcatori | 41’ 85’ Rawcliffe |

| Arbitro: | Zilli (Reggio Emilia) |

|           |           |  |
| Roffi 12’ | Marcatori |  |

| Arbitro: | Boffardi (Genova) |

|  |           |               |
|  | Marcatori | 12’ Bartolini |

| Arbitro: | Savio (Torino) |

|                                          |           |  |
| Michelini 2’ Toso 6’ Cappellini 45’, 51’ | Marcatori |  |

| Arbitro: | Parpaiola (Padova) |

|                                  |           |  |
| Schiavi 14’ Bertoni III 17’, 70’ | Marcatori |  |

| Arbitro: | Grassetto (Padova) |

|                                           |           |                               |
| Bertoni III 4’, 19’, 26’, 77’ Schiavi 14’ | Marcatori | 44’ (rig.) Badii 65’ Ricupero |

| Arbitro: | Agnolin (Bassano del Grappa) |

|                          |           |                              |
| Molina 36’ Pravisano 60’ | Marcatori | 16’ Zambelli 55’ Bertoni III |

| Arbitro: | Pera (Firenze) |

|                    |           |                 |
| Pugliese 6’ (aut.) | Marcatori | 28’ Bertoni III |

| Arbitro: | Mosca (Napoli) |

|                                   |           |              |
| Bertoni III 14’, 71’ Trenzani 79’ | Marcatori | 83’ Angelini |

| Arbitro: | Gemini (Roma) |

|                       |           |                               |
| Toncelli 9’ Margiotta | Marcatori | 21’ Bacchetti 88’ Bertoni III |

| Arbitro: | Dattilo (Roma) |

|  |           |               |
|  | Marcatori | 5’ De Lazzari |

| Arbitro: | Cappucci (Roma) |

|                                       |           |                      |
| Biagi 16’ Ganassi 39’ Scagliarini 64’ | Marcatori | 47’, 53’ Bertoni III |

| Arbitro: | Liverani (Torino) |

|                      |           |               |
| Dini 22’ De Vito 63’ | Marcatori | 24’ Bacchetti |

| Arbitro: | Fortina (Novara) |

|                                           |           |  |
| Zambelli 35’ Colosio 62’ Bettini 64’, 73’ | Marcatori |  |

| Arbitro: | Pieri (Trieste) |

|              |           |                                               |
| Trenzani 88’ | Marcatori | 14’ Astorri 74’, 82’, 86’ Šuprina 78’ Krieziu |

| Arbitro: | Zilli (Reggio Emilia) |

|                                                    |           |             |
| Giorgioni 1’ Vergazzola 42’, 50’, 57’ Grillone 70’ | Marcatori | 30’ Schiavi |

| Arbitro: | Tassini (Verona) |

|  |           |              |
|  | Marcatori | 44’ Castaldo |

| Arbitro: | Cicardi (Lecco) |

|                               |           |                           |
| Parola 24’ Mariani 75’ (rig.) | Marcatori | 1’ Goldaniga 62’ Dalcerri |

## Statistiche

### Statistiche di squadra
| Competizione | Punti | In casa | In casa | In casa | In casa | In casa | In casa | In trasferta | In trasferta | In trasferta | In trasferta | In trasferta | In trasferta | Totale | Totale | Totale | Totale | Totale | Totale | DR  |
| Competizione | Punti | G       | V       | N       | P       | Gf      | Gs      | G            | V            | N            | P            | Gf           | Gs           | G      | V      | N      | P      | Gf     | Gs     | DR  |
| ------------ | ----- | ------- | ------- | ------- | ------- | ------- | ------- | ------------ | ------------ | ------------ | ------------ | ------------ | ------------ | ------ | ------ | ------ | ------ | ------ | ------ | --- |
| Serie B      | 48    | 21      | 12      | 5       | 4       | 53      | 26      | 21           | 5            | 9            | 7            | 28           | 38           | 42     | 17     | 14     | 11     | 81     | 64     | +17 |

### Statistiche dei giocatori
| Giocatore     | Serie B  | Serie B |
| Giocatore     | Presenze | Reti    |
| ------------- | -------- | ------- |
| G. Castellini | 42       | -64     |
| G. Azzini     | 5        | 0       |
| B. Cappellini | 23       | 0       |
| F. Mariani    | 42       | 3       |
| D. Paolini    | 35       | 0       |
| A. Pugliese   | 26       | 0       |
| G. Gaggiotti  | 1        | 0       |
| A. Bacchetti  | 21       | 7       |
| E. Cozzolini  | 28       | 1       |
| F. Parola     | 15       | 1       |
| V. Schiavi    | 35       | 4       |
| N. Simatoc    | 30       | 8       |
| G. Trenzani   | 38       | 3       |
| A. Vincenzi   | 4        | 0       |
| E. Bertoni    | 34       | 29      |
| L. Bettini    | 4        | 2       |
| G. Colosio    | 30       | 12      |
| W. Del Medico | 7        | 1       |
| B.L. Zambelli | 41       | 9       |